# Список членов УНОВИС
1. Белостоцкая, Фаня Яковлевна
2. Бернштейн, Осип
3. Векслер, Абрам Соломонович
4. Векслер, Михаил Соломонович
5. Волхонский, Эфроим Борисович
6. Гаврис, Иван Тимофеевич
7. Гандель, Соня Маркусовна
8. Гершсон А.
9. Гируцкая, Анастасия Михайловна
10. Гурович, Эмма Ильинична
11. Ермолаева, Вера Михайловна
12. Зевин, Лев Яковлевич[1]
13. Зуперман, Лазарь Львович
14. Иванова, Наталья Ивановна
15. Каган, Анна Александровна
16. Кляцкина Л.
17. Коган, Нина Иосифовна
18. Лерман, Моисей Маркович
19. Магарил, Евгения Марковна
20. Малевич, Казимир Северинович
21. Меерсон, Татьяна Яковлевна
22. Носков, Георгий Иванович
23. Носков, Марк Иванович
24. Рояк, Ефим Моисеевич
25. Санников, Дмитрий Николаевич
26. Сифман
27. Суетин, Николай Михайлович
28. Хидекель, Лазарь Маркович
29. Цейтлин, Моисей Викторович
30. Циперсон, Лев Осипович
31. Чашник, Илья Григорьевич
32. Червинко, Иван Иванович
33. Эль Лисицкий
34. Элькин ?
35. Этингоф, Иосиф
36. Юдин, Лев Александрович
37. Якерсон, Давид Аронович